# Krailas Panyaroj
Krailas Panyaroj (thailändisch ไกรลาศ ปัญญาโรจน์; * 25. Juni 1994 in Ayutthaya) ist ein thailändischer Fußballspieler.

## Karriere
Von 2017 bis 2018 spielte Krailas Panyaroj beim thailändischen Zweitligisten Angthong FC. Der Verein ist in Angthong in der Provinz Angthong beheimatet. Im Juni 2018 wechselte er zum damaligen Erstligisten Pattaya United an die Ostküste des Landes. Nachdem der Verein aus Pattaya Ende 2018 aufgelöst worden war, unterschrieb er einen Vertrag beim Samut Prakan City FC. Für den Klub aus Samut Prakan absolvierte er bis Ende Juni 2020 acht Erstligaspiele. Anfang Juli 2020 unterschrieb er einen Vertrag beim Erstligaabsteiger Chainat Hornbill FC in Chainat. Nach 15 Zweitligaspielen wechselte er im Mai 2021 zum Ligakonkurrenten Customs United. Für den Hauptstadtverein stand er 16-mal in der zweiten Liga auf dem Spielfeld. Im Dezember 2021 ging er in die dritte Liga. Hier unterschrieb er einen Vertrag beim Songkhla FC. Mit dem Verein aus Songkhla spielte er in der Southern Region der Liga. In Songkhla stand er bis Saisonende 2021/22 unter Vertrag. Im Juli 2022 nahm ihn der Zweitligist Ayutthaya United FC unter Vertrag. Nach der Hinrunde, in der er 14 Ligaspiele bestritt, wechselte er im Dezember 2022 zum Drittligisten Songkhla FC. Mit dem Verein aus Songkhla spielte er achtmal in der Southern Region der Liga. Am Ende der Saison feierte er mit Songkhla die Meisterschaft der Region. In den Aufstiegsspielen zur zweiten Liga konnte man sich jedoch nicht durchsetzen. Ende Juni 2023 unterzeichnete er in Bangkok einen Vertrag beim Zweitligisten Kasetsart FC. Für den Hauptstadtverein bestritt er 13 Ligaspiele. Im Sommer 2024 wechselte er in die dritte Liga. Hier schloss er sich dem in der Central Region spielenden Pathumthani University FC an.

## Erfolge
Songkhla FC
- Thai League 3 – South: 2022/23